# 연습
연습(練習/鍊習)은 무언가를 개선하거나 정복할 목적으로 행동을 계속 반복하거나 반복적으로 활동에 참여하는 행위이다. 영어로는 프랙티스(practice)라고 하는데 이는 "행동과 관련된"을 뜻하는 그리스어 단어 프래티케(πρακτική), 또 "성취하다"를 의미하는 동사형 프라소(πράσσω)에서 비롯된 것이다.

## 일반 유형
일부 공통되는 방식은 다음과 같다:
- 악기를 연주하는 방법을 학습하기 위해
- 운동, 팀 성과를 개선하기 위해
- 예술 공연을 준비하기 위해

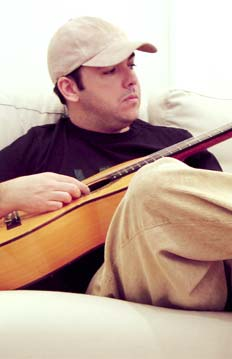
악기를 연습하는 음악가의 모습

- 읽기, 쓰기, 대인 소통, 타이핑, 문법, 철자법을 개선하기 위해
- 새로 획득한 스킬을 개선하기 위해
- 스킬을 유지하기 위해
- 무술을 배우기 위해
- 직업과 관련된 업무를 정복하기 위해

연습으로 얼마나 향상될지 여부는 빈도(frequency)나 피드백(feedback)에 달려있다. 외부의 지시자(instructor)나 스스로 자료를 찾는 자기참조(self-refrence) 어느 쪽으로부터도 피드백이 적절하지 않으면, 연습은 비효율적이거나 학습에 악영향을 준다. 학생이 충분히 연습하지 않으면 보강한 것은 사라지고 배운 것을 잊게 된다. 따라서 연습은 계획을 세워 하고 그것을 충분히 하고자 해야 하며, 훈련 목표 달성을 위해 한다. 얼마나 많은 훈련이 필요한 지는 활동 내용과 개인에 따라 다르다. 일부는 특정 활동에 대해 타인보다 빨리 한다. 지시가 있는 연습은, 1번(간단한 언어적 정보)이나 3번(개념 정보) 정도 반복하면 효과가 있다. 혹은 춤 동작의 경우 여러 번 훈련할 수 있다.
심리학자이자 플로리다 주립 대학교(Florida State University) 심리학교수인 안데르스 에릭손(K. Anders Ericsson)은 의도적 연습 연구의 선구자이다. 에릭슨은 다음과 같이 말한다.
사람들은 전문가의 수행능력이 일반인의 수행능력보다 질적으로 다르며, 전문 수행자는 일반 성인과 다른 성격을 가지고 있다고 생각한다. ... 우리는 전문가의 수행능력이 일반인과는 질적으로 다르며 전문가는 일반 성인과 질적으로 다르거나 성인들을 넘어서는 성격과 능력이 있다는 것에 동의한다. 그러나 우리는 이런 차이가 불변하다는 것 다시 말해 천부적 재능(innate talent) 때문이라는 것은 부정한다. 일부 예외, 특히 키(height)와 같은 것만이 유전된다. 대신 우리는 전문가와 일반인의 차이는 특정 영역에서의 성과 향상에 필요한 의도적 연습을 장기간 한 것에 있다고 말한다.
에릭슨의 핵심 주장은 어느 한 기술(skill)에 대해 얼마나 전문적인지는 단지 많이 기술을 연마하는 것보다는 어떻게 연습하는지에 관련이 더 높다. 한 전문가는 전문가가 되는데 필요한 기술들을 분해하고, 가끔씩 즉각적인 코칭 피드백을 병행하면서도 훈련이나 일상 활동 중에 이러한 기술들을 향상시키는데 집중한다. 다른 의도적 연습의 또다른 중요성은 통달하겠다는 의지를 가지고 가지고 더 난도 높은 연습을 계속 수행하는 것이다. 조프 콜빈(Geoff Colvin)의 책 Talent is Overrated에는 의도적 연습에 대해 언급되어 있다. 대니얼 코일(Daniel Coyle)의 The Talent Code,  등도 있다. 앤젤라 더크워스(Angela Duckworth)의 Grit: The Power of Passion and Perseverance,과 말콤 글래드웰(Malcolm Gladwell)의 Outliers: The Story of Success,도 있다.
더크워스는 의도적 연습이 교육, 동기, 학습 성과에 끼치는 영향을 언급한다. 2014년 미국 교육 연구 학술회(American Educational Research Conference)에서의 더크워스 발표에서 더크워스는 학생들이 노력하는데 사용하는 도구에 집중하는 그릿(grit)의 중요성에 대해 말하였다. 더크워스는 그릿은 학생이 고난을 직면한 가운데 인내하고 성공하게 한다고 주장한다. 더크워스는 학생이 그릿을 학업에 적용하면 노력이 늘 것이라고 말한다. 더크워스는 학업 성취에 있어 노력이 재능만큼 중요하다고 말한다. 워싱턴D.C에 있는 National Spelling Bee에서 수행한 한 연구에서, 더크워스는 그릿을 사용한 학생들이 결승에 오른다는 것을 발견하였다.
Current Directions in Psychological Science에서의 두 글은 의도된 연습(deliberate practice)을 비판하고, 높은 성과를 보여야 할 때에도 연습으로는 불충분하고 재능(talent)도 중요한 요소라고 주장하였다. 최근 한 메타분석에서는 의도된 연습과 성과 간의 상관계수(correlation coefficient)가 0.40인데, 이는 다른 예측변수(predictor variable) (예 : 비만, 과음, 흡연, 지능, 약물중독)에 비해 큰 것이다. 또한 말콤 글래드웰(Malcolm Gladwell)의 의도된 연습에 대한 관점은 안데르스 에릭손(Anders Ericsson)과는 다르다. The New Yorker 잡지 작가이자 뉴욕 타임즈 베스트셀러 리스트(The New York Times Best Seller list)에 다섯 권을 올린 작가로, 대표작 Outliers: The Story of Success이 있다. 그는 2016년 5월 프레이코노믹스(Freakonomics) 팟캐스트 인터뷰에서 "그(에릭슨)는 강한 연습쟁이(hard practice guy)이로, 나는 부드러운 연습쟁이(soft practice guy)이다"고 말했다. 글래드웰은 연습에 전념하는 것과 함께 재능이 중요하며, 지지해 주는 시스템이 있는 것은 탁월한 결과물을 낳는데 중요하다고 주장한다. 그의 주장은 에릭슨의 주장만큼 체계적인 노력(methodical effort)을 말하는 것은 아니다.

## 의도적 연습의 행동 이론과 인지 이론
행동이론(behavioral theory)에서는 의도적 연습(deliberate practice, 혹은 신중한 훈련)이 전문가 피드백을 쉽게 받아 성공적인 타겟 수행을 할 수 있다고 주장한다. 전문가 피드백은 시행착오(trial-and-error attempt)로부터 유래하는 오류와 좌절을 최소화시킬 수 있다. 행동이론은 정확한 수행에 대한 보상 제공이 반드시 수반되지는 않는다. 정확한 수행과 전문가 피드백이 결합되면 그 결과 새로운 수행과제 수립과 유지를 할 수 있게 된다.
인지이론(cognitive theory)에서는, 탁월한 수행능력은 오류를 발생시키는 복잡한 과업들을 수행하는 것에서 가능하다고 본다. 이러한 오류들은 학습자(learner)로 하여금 미래 수행에 있어 발판을 제시하는 풍부한 피드백을 제공한다. 인지이론은 학습자가 전문가 혹은 한 영역의 마스터가 될 수 있는 방법을 논한다.

## 같이 보기
- 숙제
- 카타
- 학습
- 신경가소성
- 운동 (활동)
- 실천
- 절차 기억
- 리허설
- 훈련